# Basilica Opimia
Basilica Opimia var en basilika i antikens Rom. Den uppfördes år 121 f.Kr. på Forum Romanum på initiativ av konsuln Lucius Opimius. Basilica Opimia, som var belägen vid Concordiatemplet, var en av fyra basilikor som uppfördes under romerska republikens tid; de tre andra var Basilica Porcia, Basilica Aemilia och Basilica Sempronia. När kejsar Tiberius lät bygga till Concordiatemplet, revs Basilica Opimia.